# Marie Schmidt (Journalistin)
Marie Schmidt (* 1983 in München) ist eine deutsche Journalistin.

## Werdegang
Schmidt wuchs als Tochter zweier Lehrer in München auf. Sie studierte Komparatistik, Europäische Ethnologie und Interkulturelle Kommunikation an der Ludwig-Maximilians-Universität in München. Nach der Ausbildung an der Deutschen Journalistenschule München und einer abgebrochenen Dissertation über Ezra Pound arbeitete sie vier Jahre als Redakteurin bei der Wochenzeitung Die Zeit in Hamburg. Seit Juli 2018 ist sie Literaturredakteurin bei der Süddeutschen Zeitung.
Sie war Mitglied der Jurys des Wilhelm-Raabe-Literaturpreises der Stadt Braunschweig 2017, des Lessing-Preises der Stadt Hamburg 2017 und des Marie Luise Kaschnitz-Preises der Evangelischen Akademie Tutzing 2019.
Die Jury des Alfred-Kerr-Preises befand, Schmidt würde als „reflektierte und kluge Zeitgenossin über Literatur“ schreiben. Ihre Kritiken „seien zugleich überraschend und bereichernd“, freihändig stelle „sie Sachbücher neben Literatur, Begegnungen neben Lektüren“, „lasse aktuelle wie historische Daten und Entwicklungen in ihre Betrachtungen einfließen.“

## Auszeichnungen
- 2018: Deutscher Reporterpreis  in der Kategorie „Beste Kulturkritik“[6] für „Droht uns die Sprachzensur? Nein!“[7]
- 2019: Alfred-Kerr-Preis für Literaturkritik[1]